# Сеп Майер
Сеп Майер (на немски: Sepp Maier) е бивш немски футболен вратар. Считан е за един от най-добрите вратари на всички времена.

## Кариера
Той прекарва цялата си професионална кариера като играч на ФК Байерн Мюнхен, ставайки шампион на ФРГ 4 пъти и носител на Европейската купа 3 пъти последователно. Между 1966 и 1977 той играе в 422 последователни мача, което все още е немски национален рекорд. Избиран е 3 пъти за футболист на ФРГ (1975, 1977 и 1978). Прякорът му е Котката от Анцинг.
На 14 юли 1979 г. претърпява тежка автомобилна злополука, която слага край на кариерата му. По-късно е треньор на вратарите в „Байерн“ и в националния отбор.

## Титли
- Шампион на Германия: 1969, 1972, 1973, 1974
- Купа на Германия: 1966, 1967, 1969, 1971
- Европейска купа: 1974, 1975, 1976
- Купа на носителите на купи: 1967
- Междуконтинентална купа: 1976
- Световна купа: 1974
- Европейски шампион: 1972